# 卢山 (政治人物)
卢山（1972年5月—），男，汉族，山东夏津人，研究生，中华人民共和国政治人物，现任浙江省人民政府副省长、党组成员，第十三届全国政协委员。